# Reşit Güner
Mehmet Reşit Güner (* 13. Oktober 1953 in Adana) ist ein ehemaliger türkischer Fußballspieler und -trainer.

## Spielerkarriere
Güner begann seine Karriere in der Saison 1975/76 bei Eskişehir Demirspor. Nach dieser Saison wechselte er zum Stadtrivalen Eskişehirspor in die 1. Liga. 1977 ging er zu Gaziantepspor und kehrte eine Spielzeit später zurück zu Eskişehirspor. In der Saison 1978/79 kam er nur auf ein Ligaspiel und verließ ein weiteres Mal Eskişehirspor und wurde Spieler von Tarsus İdman Yurdu.
Zur Saison 1980/81 verpflichtete ihn Galatasaray Istanbul. Dort konnte er sich aufgrund der großen Offensivauswahl nicht durchsetzen und spielte für eine Spielzeit für Diyarbakırspor. Güner spielte von 1984 bis 1987 erneut für Tarsus İdman Yurdu und zeigte dort seine beste Leistung. In 61 Zweitligaspielen erzielte er 40 Tore.

## Trainerkarriere
Güner wurde das erste Mal Cheftrainer in der Saison 1992/93 für Bartınspor. Es folgten bis 1998 Engagements mit Adana Polisgücü, Yeni Samandağspor, Tarsus İdman Yurdu, Kızıltepespor und Nusaybin Demirspor.
Im Februar 2000 wurde Güner an der Seite von Hikmet Karaman Co-Trainer von Adanaspor. Ein Jahr später folgte Güner Karaman und wurde Co-Trainer bei Kocaelispor. Seine letzte Trainertätigkeit war bei Adıyamanspor von November 2007 bis Juni 2008.